# Brahmina rugosicollis
Brahmina rugosicollis är en skalbaggsart som beskrevs av Frey 1971. Brahmina rugosicollis ingår i släktet Brahmina och familjen Melolonthidae. Inga underarter finns listade.